# Kvas
 For alternative betydninger, se Kvas (flertydig). (Se også artikler, som begynder med Kvas)
Kvas (russisk: квас, tr. kvas; litauisk: gira, lettisk: kvass, kvensk: vaasi; beslægtet med det russiske verbum for at gære og at syrne) er en drik, lavet af mørkt brød, der har gæret. Drikken er populær i Rusland, Hviderusland, Ukraine, Polen, Baltikum og de tidligere Sovjet-republikker som Usbekistan, hvor kvas-sælgere er almindelige i gaderne. I Troms og Finnmark fortsatte kvener traditionen med at brygge kvas.
Kvas kan laves af rugmel og malt udrørt i vand, eller rugbrød og sukker overhældt med vand, der står i stuetemperatur. Blandingen omrøres med mellemrum, til væsken ved fortsat gæring og dannelse af eddikesyre har fået en syrlig smag, der minder om maltøl. Samtidig dannes også små mængder ethanol og kulsyre. Alkoholindholdet er ofte nærmest nul og sjældent højere end 1,5 %.
Kvas omtales første gang i Nestorkrøniken fra starten af 1000-tallet. Det var da tale om en stærk, alkoholholdig drik, og først 100 år senere kom varianten med lavt alkoholindhold. Da vodkaen så gjorde sit indtog i 1500-tallet, forsvandt markedet for kvas med høj alkoholprocent. Salget af kvas gik imidlertid til bunds sammen med Sovjetunionen, efter at nye regler for transport og opbevaring blev indført. Man måtte ikke længere lagre kvas i tønder, kun i flasker. Først i 1996 begyndte bryggeriet Otsjakovo i Moskva som det første at sælge kvas i flasker. Russerne fik i stedet smag for øl - skønt dobbelt så dyr som kvas - og Coca Cola. Dette inspirerede kvasbryggerne til at tilsætte kulsyre og filtrere drikken.
Derefter faldt ølsalget, også pga forbud mot ølsalg fra kiosker og indstramning af reklame. Kvas kom derimod stærkt tilbage. Heineken startede derfor med fremstilling af kvas i 2015.
Kvas bliver ofte smagt til med frugt og krydderurter som jordbær eller mynte. Kvas bruges som ingrediens i den kolde russiske sommersuppe okrosjka.

## Galleri
- Gærende kvas i et sylteglaser.
- Kvas-gadehandler i Riga i 1977.
- Kvas-gadehandler i Kaliningrad (tidlige 1990'ere).